# Psiche (Fux)
Psiche (K 313) ist eine Serenata (Huldigungsoper; Originalbezeichnung: „Componimento da camera per musica“) in einem Akt von Johann Joseph Fux und Antonio Caldara (Musik) mit einem Libretto von Apostolo Zeno. Sie wurde am 19. November 1720 in Wien zum Namenstag der Kaiserin Elisabeth Christine in der Wiener Hofburg uraufgeführt. Eine Zweitfassung, für die Fux die ursprünglich von Caldara komponierten Teile neu vertonte, wurde am 1. Oktober 1722 zum Geburtstag von Kaiser Karl VI. gespielt.

## Handlung
Grazien und Amoretten huldigen der Göttin Venere (Venus), deren Ehrentag heute gefeiert wird (Chor: „Grazie ed amori“). Die hat jedoch schlechte Laune, weil die Menschen ihren Kult vernachlässigen und stattdessen eine Sterbliche verehren. Besonders ärgerlich findet sie, dass ihr Sohn, der Liebesgott Amore, noch nichts gegen diese Schmach unternommen hat (Arie Venere: „Madre di Amor né dea“). Der Gott Mercurio fragt Venere nach dem Grund für ihren Schmerz und erfährt, dass es sich bei ihrer Rivalin um Psiche aus Paphos handelt, von deren Schönheit sogar Giove (Jupiter) bereits gehört hat. Um Venere zu trösten, weist er sie darauf hin, dass die Schönheit einer Sterblichen vergänglich sei (Arie Mercurio: „Donna già fresca e bella“). Das reicht Venere nicht aus. Sie hat ihren Sohn damit beauftragt, mit seinem Pfeil dafür zu sorgen, dass sich Psiche in einen unwürdigen Mann verliebt, beispielsweise einen entstellten Bettler. Zu ihrer Freude teilt ihr Mercurio daraufhin mit, dass Amore seine Aufgabe übererfüllt und Psiche sich in ein Feuer und Gift speiendes geflügeltes Ungeheuer verliebt habe, das die Herzen der Menschen verspeise (Arie Venere: „Mirti e rose, a me d’intorno“). Das ist jedoch nicht die ganze Wahrheit, denn bei dem Monster handelt es sich um Amore selbst, und dieser erwidert Psiches Liebe.
Da Venere Mercurios Aussage nicht völlig glaubt, beobachten die beiden aus einem Versteck heraus das Paar. Zeffiretten (milde Westwinde) und Piaceri (Freuden) besingen das Glück der schönen Psiche (Chor: „Bella Psiche“). Diese ist jedoch nicht ganz zufrieden, denn sie darf ihren Geliebten nicht sehen und muss sich mit der Vorstellung von ihm begnügen (Arie Psiche: „Ardo, per chi non so“). Der unsichtbare Amore versichert ihr seine Liebe (Arie Amore: „S’ami chi t’ama“) und erklärt ihr, dass sie einander verlieren würden, sobald sie ihn erblicke. Sie solle sich mit dem erlaubten Glück zufriedengeben und sich vor den lüsternen Begierden hüten, die ihre Schwestern in ihrem Herzen geweckt haben. Diese Aussage beruhigt Psiche (Duett Amore/Psiche: „Non ti accenda“). Nachdem sich das Paar zurückgezogen hat, hofft Mercurio, dass Veneres Zorn nachlässt. Das Gegenteil ist jedoch der Fall: Psiches Schwestern sollen ihre Rache vollenden. Mercurio vergleicht Veneres Wut mit der eines Tigers (Arie Mercurio: „Vedrò senza furor pria tigre offesa“).
Psiches Schwestern Orgia und Doléria neiden Psiche ihre Schönheit und Beliebtheit. Sogar die Götter scheinen sich in ihren Huldigungen gegenseitig überbieten zu wollen. Sie selbst dagegen leiden unter der Eifersucht und Missachtung ihrer jeweiligen Ehemänner (Arie Orgia: „Un marito ebbi dagli astri“ – Arie Doléria: „Sposo avaro ottenni in sorte“). Sie erzählen Psiche von einem Orakelspruch aus Delphi, dem zufolge sie keinen Mann, sondern ein geflügeltes Monster heiraten werde, und wecken so ihre Ängste (Arie Doléria: „Dovunque striscia“). Dann geben sie ihr eine Öllampe, damit sie ihren Geliebten heimlich im Dunkeln beobachten kann (Arie Orgia: „Luce e guida chiara e fida“).
Als Psiche dies tut, erkennt sie den schlafenden Liebesgott – er ist tatsächlich ein Ungeheuer, doch wunderschön mit blondem Haar, weißen Flügeln und Füßen wie Elfenbein und Juwelen (Arie Psiche: „Sì, ch’egli è Amor che dorme in molli piume“). In diesem Moment setzt ihre Lampe Amores Flügel in Brand. Er erwacht und trennt sich zornig von Psiche, die sein Gebot missachtet hat (Arie Amore: „Se mi perdi, o core ingrato“).
Orgia und Doléria haben ihr Ziel erreicht. Der von Amore für Psiche errichtete Liebespalast hat sich in einen trockenen und steilen Felsen verwandelt. Die Schwestern versuchen, vor Psiches Zorn zu fliehen. Sie hoffen vergeblich auf die Hilfe des befreundeten Windgottes Zeffiro und stürzen in den Abgrund. Mercurio kommentiert ihr trauriges Schicksal. Psiche befürchtet, dass auch Amore ums Leben gekommen ist. Ohne ihn möchte sie nicht weiterleben (Arie Psiche: „La vita? … Perché vivere“). Mercurio hält sie davon ab, sich in die Fluten zu werfen. Sie solle ihren Geliebten suchen, aber die Nähe Veneres meiden, die ihr noch immer nachstelle. Psiche will jedoch nicht davonlaufen, und Venere droht mit weiteren Strafen (Arie Venere: „Pur sei giunta alla tua pena“). Psiche verteidigt sich. Sie habe ihre Schönheit vom Himmel erhalten und dem Liebesgott nichts entgegensetzen können. Auch Mercurios Bitten um Mitgefühl beeindrucken Venere nicht. Sie schickt Psiche in die Unterwelt, um ihr das Wasser der dortigen Flüsse zu bringen, das die Schönheit von Plutos Gemahlin sicherstellt. Psiche hat nach den vorangegangenen Schrecken keine Angst vor einer solchen Aufgabe (Arie Psiche: „Nulla pavento. Andrò“).
Mercurio ruft Amore herbei. Der verspricht, Psiche während ihrer Mission in der Unterwelt zu schützen, denn deren Herrscher Pluto fürchte seine Macht. Mercurio bittet ihn, auch seine Mutter zu besänftigen (Arie Mercurio: „Fier guardo, occhio altero“). Amores Stolz verbietet es ihm, seine Mutter um Verzeihung zu bitten. Er will ihr stattdessen mit weiteren Verehrern wie Anchises oder Adonis die Liebe verleiden und Psiche persönlich aus der Unterwelt befreien. Als Venere aber entgegnet, dass ihr die Parze bereits geschworen habe, Psiches Leben zu beenden, fleht Amore sie unterwürfig um Gnade an (Venere/Amore: „Figlio audace, in mio poter“). Dazu ist Venere jedoch nur bereit, wenn er aufhört, Psiche zu lieben. Das wiederum ist für ihn unvorstellbar.
Glücklicherweise verkündet in diesem Augenblick ein Chor von Gottheiten die Ankunft von Veneres Vater Giove (Chor: „Dal suo ciel Giove a voi scende“). Er befiehlt seiner Tochter, nachzugeben. Da das Hauptproblem in Psiches Sterblichkeit lag, macht er diese vor ihren Augen unsterblich und weiht sie zur Göttin (Arie Giove: „Lascia la spoglia fral“). Sie darf Amore nun heiraten (Chor: „Tuoi saranno in sì bel dì“).
Den Abschluss der Oper bildet eine „licenza“, eine Huldigung an die Kaiserin Elisabeth Christine anlässlich ihres Namenstages. Giove meint, ihre Schönheit werde es Amore bereuen lassen, Psyche geheiratet zu haben. Ihr gebühren an diesem schönen Tag die ersten Ehren (Chor: „Grande Elisa, in sì bel dì“). In Zweitfassung von 1722 steht an dieser Stelle eine Geburtstags-Ehrung für Kaiser Karl VI. (Giove/Chor: „Carlo augusto, in sì bel dì“).

## Gestaltung
In diesem vergleichsweise klein angelegten „Componimento da camera“ gibt es nur vier Chöre. Das Orchester besteht lediglich aus Streichern, Oboen und Fagott. Eine Szeneneinteilung ist weder aus dem überlieferten Partiturmanuskript noch aus dem Librettodruck in der Gesamtausgabe der Werke Zenos ersichtlich. Die Struktur lässt auf insgesamt dreizehn Szenen schließen. Den zentralen Kern der Oper bildet Psiches Szene mit der Arie „Sì, ch’egli è Amor che dorme in molli piume“, bei der diese den schlafenden Amore betrachtet. Sie wird ohne Cembalo gespielt, hat stattdessen aber eine bewegte Cellostimme. Außerdem kommen nur hier eine Traversflöte und ein Chalumeau zum Einsatz, die sich mit der Sopranstimme mischen.

## Werkgeschichte

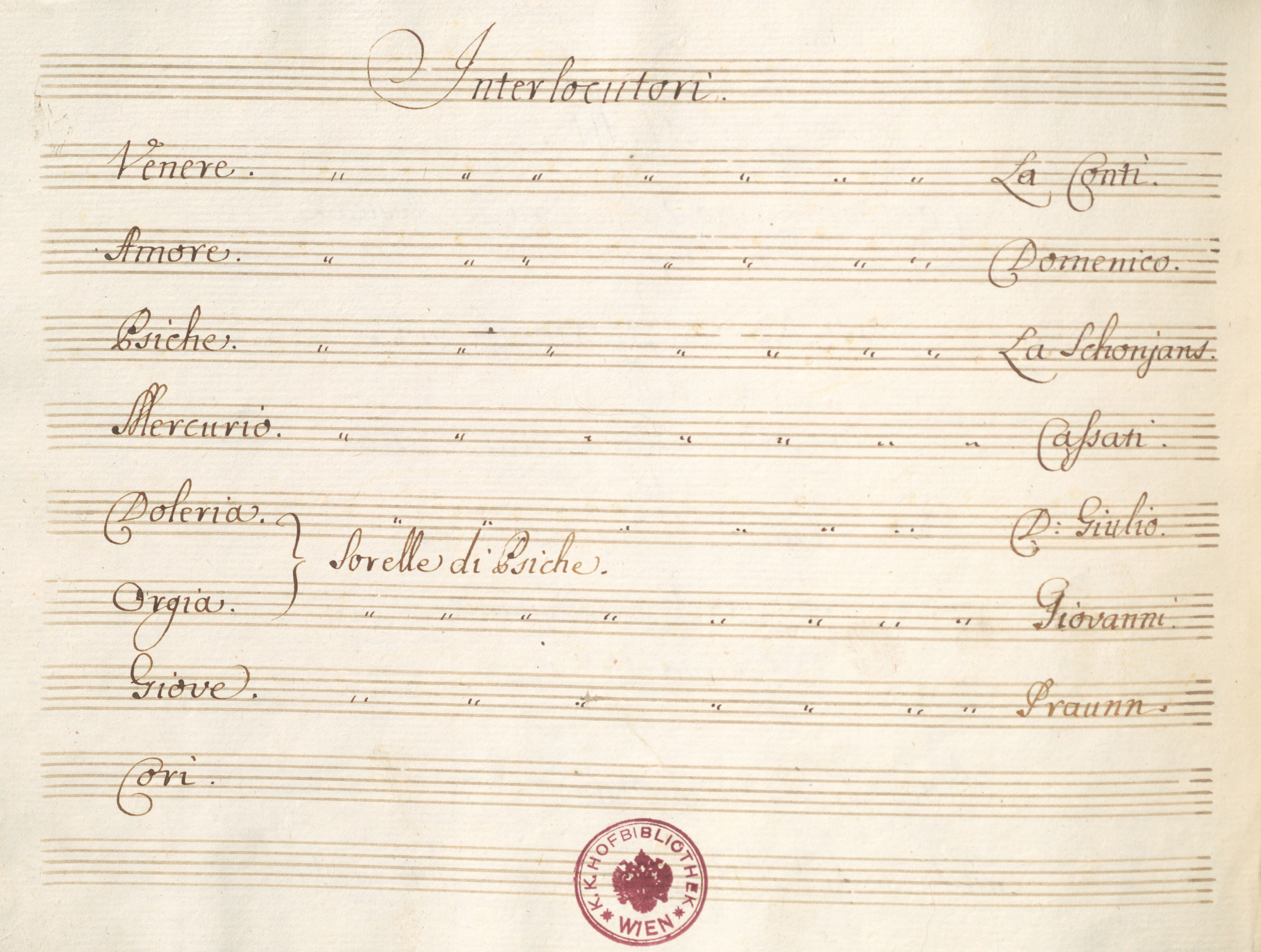
Liste der Ausführenden im Partiturmanuskript von 1720

Diese Serenata entstand zur Feier des Namenstags der Kaiserin Elisabeth Christine am 19. November 1720. Das Libretto verfasste der damalige Wiener Hofdichter Apostolo Zeno nach der Erzählung von Amor und Psyche im lateinischen Roman Metamorphosen bzw. Der goldene Esel des Apuleius. Für die Musik war der Hofkapellmeister Johann Joseph Fux zuständig. Er konnte sie jedoch (vermutlich krankheitsbedingt) nicht fertigstellen, komponierte nur die ersten fünfzehn Musiknummern und überließ die letzten acht Stücke seinem ersten Vizekapellmeister Antonio Caldara. Die Aufführung fand am Nachmittag in der Wiener Hofburg mit dem Kaiserpaar und den vier Erzherzoginnen als Publikum statt. Den Angaben im Partiturmanuskript zufolge sangen die Sopranistinnen Maria Landini („La Conti“) als Venere und Regina Schoonjans („La Schonjans“) als Psiche, der Soprankastrat Domenico Genovesi („Domenico“) als Amore, der Altkastrat Pietro Casati („Cassati“) als Mercurio, der Bass Christoph Praun („Praunn“) als Giove und die in Frauenkleidern auftretenden Kastraten Don Giulio(?) („D. Giulio“) und Giovanni Vincenzi („Giovanni“) als Psiches Schwestern Doléria und Orgia.

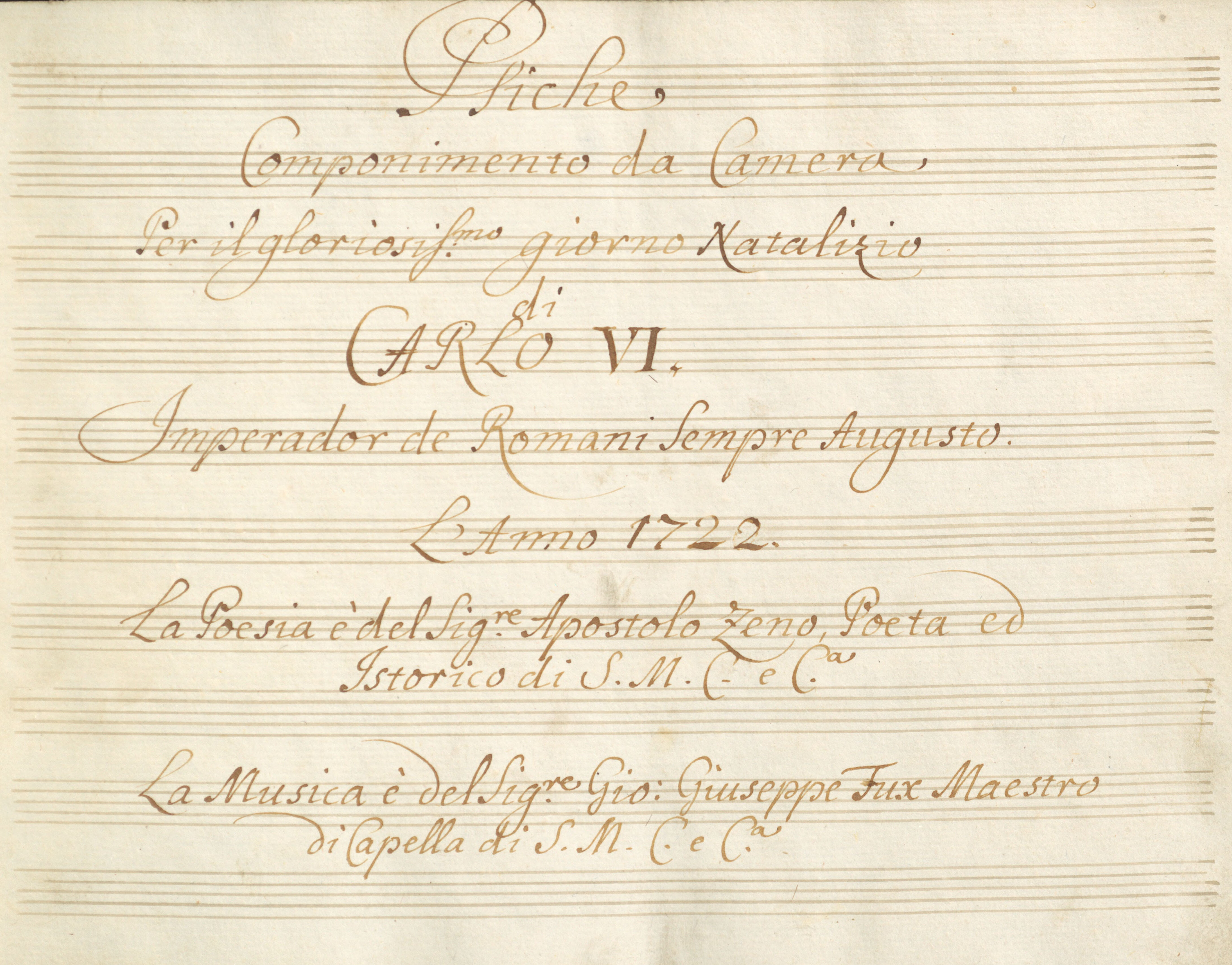
Titelseite des Partiturmanuskripts von 1722

Eine weitere Aufführung gab es zwei Jahre später zum Geburtstag von Kaiser Karl VI. am Abend des 1. Oktober 1722 im Speisesaal der Favorita. Hierfür wurde der Text der abschließenden Huldigungsszene auf den Kaiser umgemünzt. Die Musik stammte jetzt vollständig von Fux.
Eine erste Wiederentdeckung ist dem Geiger Eduard Melkus zu verdanken. Er präsentierte die ausschließlich von Fux stammende Zweitfassung konzertant mit der Capella Academica Wien 1968 in Brünn, 1977 in Brühl und 1978 bei den Innsbrucker Festwochen der Alten Musik.
Das Musikfestival Styriarte zeigte 2021 eine leicht gekürzte Version auf Basis der Urfassung mit den meisten Musiknummern Caldaras in einer Inszenierung von Adrián Schvarzstein. Die Partien der beiden gehässigen Schwestern Psiches wurden gestrichen. Zwei Arien stammten aus der Zweitfassung. Der Schlusschor wurde in beiden Fassungen gespielt. Alfredo Bernardini dirigierte das Zefiro Barockorchester. Die als Freiluftaufführung im Barockhof von Schloss Eggenberg konzipierte Produktion musste bei der Premiere wetterbedingt in die Helmut-List-Halle verlegt werden. Der Video-Mitschnitt einer Folgeaufführung wurde auf der Website der Styriarte im Internet bereitgestellt.

## Aufnahmen
- Aufnahmedatum unbekannt – Annelies Hueckl (Sopran), Eduard Melkus und Eleanor Sloan (Barockvioline), Karl Stierhof (Viola), Alfred Planyavsky (Kontrabass), René Clemencic (Orgelpositiv und Blockflöte), Gerald Sonneck (Violine), Gernot Sonneck (Jagdhorn), Vera Schwarz (Cembalo).
 Ausschnitte.
 Musical Heritage Society, Inc. – MHS 901 (LP).[8]
- 1978 – Eduard Melkus (Dirigent), Capella Academica Wien.
 Barbara Schlick (Venere), Fred Urrey (Amore), Taina Urray-Kataja (Psiche), René Jacobs (Mercurio), Elisabeth Kummer (Doléria), Helena Dearing (Sopran), Eberhard Kummer (Giove).
 Live aus dem Schloss Augustusburg im Rahmen der Brühler Schlosskonzerte; Fassung von 1722.
 Audiodateien auf der Website der Universität der Künste Helsinki (mit Zugriffsbeschränkung).[9]
- 26. Juni 2021 – Alfredo Bernardini (Dirigent), Adrian Schvarzstein (Inszenierung), Lilli Hartmann (Ausstattung), Zefiro Barockorchester, Arnold Schoenberg Chor.
 Carlotta Colombo (Venere), Raffaele Pe (Amore), Monica Piccinini (Psiche), Christopher Ainslie (Mercurio), Giacomo Nanni (Giove).
 Video; live aus dem Barockhof von Schloss Eggenberg in Graz im Rahmen des Festivals Styriarte 2021; Mischfassung mit einigen von Caldaras Stücken der Urfassung, gekürzt.
 Videostream auf der Website der Styriarte.[7]

## Digitalisate
- Manuskript der Partitur, 1720. Digitalisat der Österreichischen Nationalbibliothek, Signatur: Mus.Hs.17264 MUS MAG
- Manuskripte der Einzelstimmen Violine I, Violine II, Viola und Violoncello, 1720. Digitalisate der Österreichischen Nationalbibliothek, Signatur: Mus.Hs.17265/1-4 MUS MAG
- Manuskript der Partitur, 1722. Digitalisat der Österreichischen Nationalbibliothek, Signatur: Mus.Hs.17230 MUS MAG
- Psiche, Serenata per Musica. Libretto (italienisch). In: Poesie drammatiche di Apostolo Zeno. Band VII. Giambatista Pasquali, Venedig 1744, S. 363–390. Digitalisat im Internet Archive